# Gaudichaudia enrico-martinezii
Gaudichaudia enrico-martinezii är en tvåhjärtbladig växtart som beskrevs av Barcena. Gaudichaudia enrico-martinezii ingår i släktet Gaudichaudia och familjen Malpighiaceae. Inga underarter finns listade i Catalogue of Life.